# Cinco de Yuba
Se denomina Cinco de Yuba a un grupo de hombres jóvenes de Yuba City, California, Estados Unidos, todos con discapacidades intelectuales leves o condiciones psiquiátricas, que asistieron a un partido de baloncesto universitario en la Universidad Estatal de California en Chico, la noche del 24 de febrero de 1978. Cuatro de ellos—Bill Sterling, de 29 años; Jack Huett, de 24 años; Ted Weiher, de 32 años; y Jack Madruga, de 30 años—fueron encontrados muertos más tarde; el quinto, Gary Mathias, de 25 años, nunca ha sido encontrado.
Varios días después de su desaparición inicial, el Mercury Montego del grupo fue encontrado, abandonado, en una área remota del Plumas National Forest en el arcén de una carretera de alta montaña muy lejos de Yuba City. Los detectives policiales, sin embargo, no pudieron determinar por qué lo habían abandonado cuando fácilmente podía haber sido empujado fuera de la fina capa de nieve caída, un vehículo además en perfecto estado. En aquel momento, no se encontró el menor rastro de los hombres.
Después de que la nieve se fundiera en la montañosa región, en junio, cuatro de los cuerpos de los hombres fueron hallados, en y cerca de un campamento de caravanas utilizado por senderistas y excursionistas habilitado como refugio en lo más profundo del bosque por el servicio forestal, a 20 millas (32 kilómetros) del coche. Solo quedaban los huesos de los tres cuerpos en el bosque, debido a los animales salvajes, pero en la caravana el cadáver de Ted Weiher, demostraba que había permanecido vivo casi tres meses desde que fueran vistos por última vez, muriendo de hambre y frío a pesar del amplio suministro de alimentos y material para calentarse disponibles allí. Le faltaban los zapatos, y los detectives encontraron el calzado de Mathias en el remolque, sugiriendo que también sobrevivió algún tiempo desde la última noche en que fueron vistos.
Más tarde se presentó un testigo, un hombre local que dijo haber pasado la misma noche en su propio coche a poca distancia de donde el Montego fue encontrado, después de perderse y padecer un ataque al corazón leve intentando empujar el vehículo fuera de la nieve. Dijo a la policía que había visto y oído personas alrededor del automóvil aquella noche, y les pidió ayuda dos veces, pero ellos solo callaron y apagaron sus linternas. Esto, y la considerable distancia desde el vehículo a donde fueron encontrados los cuerpos, levantó sospechas de juego sucio.
Los cinco hombres son conocidos como los Cinco de Yuba City, y el incidente ha sido considerado la versión estadounidense del Incidente del paso Diátlov en los Urales. La policía no ha abandonado la investigación.

## Trasfondo
Durante su servicio militar en Alemania Occidental a principios de los años 1970, Gary Mathias, nativo de Yuba City, había desarrollado problemas de drogadicción. Estos finalmente le llevaron a ser diagnosticado con esquizofrenia y dado de baja del ejército. Regresó a casa de sus padres en California y comenzó un tratamiento en un hospital psiquiátrico local. Aunque fue un caso difícil al principio— fue casi arrestado por asalto dos veces y a menudo padecía brotes psicóticos que lo llevaron a un hospital de la Administración de Veteranos local— para 1978 era tratado de manera ambulatoria con Stellazine y Cogentin y considerado por sus médicos "uno de nuestros casos exitosos".
Mathias complementaba su pensión por incapacidad del Ejército trabajando como asistente en el negocio de jardinería de su padrastro. Aparte sus compañeros de trabajo, y de su familia, era amigo íntimo de otros cuatro hombres, un poco mayores que él, con discapacidades intelectuales leves (Sterling y Huett) o informalmente considerados con un promedio intelectual ligeramente inferior a la media (Weiher y Madruga) que también eran de Yuba City o la cercana Marysville. Como él, también vivían con sus padres, y la gente se refería a ellos en conjunto como "los chicos" en el sentido de "niños".
Huett era el que presentaba mayor grado de discapacidad. No podía leer ni escribir. Weiher le ayudaba y protegía como un hermano mayor. Un vínculo similar se apreciaba entre Madruga y Sterling. Jack Madruga trabajó como conductor de camiones en el Ejército de 1966 a 1968, después como mozo de almacén y luego en la sección de lavado en una envasadora de frutos secos. Le habían despedido en noviembre por no saber utilizar la nueva máquina lavadora. Años antes le había conseguido trabajo a Sterling como lavaplatos en un comedor del ejército, pero lo dejó cuando su madre descubrió que los reclutas lo emborrachaban para robarle. Sterling era muy casero y religioso, daba charlas evangélicas de consuelo en hospitales psiquiátricos locales.
La actividad de ocio favorita de los cinco era el deporte. Sus familias dijeron que cuando se juntaban, normalmente era para jugar o ver jugar a otros. Jugaban al baloncesto en los Gateway Gators, un equipo patrocinado por un programa local para "minusválidos mentales".
El 25 de febrero, los Gators iban a jugar su primer partido en un torneo patrocinado por la Olimpiada Especial donde los ganadores conseguirían una semana gratis en Los Ángeles. Los cinco jóvenes estaban muy emocionados con el encuentro y lo habían preparado todo la noche anterior, algunos incluso se habían puesto sus uniformes y pedido a sus padres que les despertaran puntualmente. Antes, decidieron conducir hasta Chico esa noche para animar al UC Davis basketball team en un partido contra el Chico State. Madruga, el único del grupo además de Mathias que tenía carnet de conducir, los llevó 50 millas (80 kilómetros) hacia el norte hasta Chico en su Mercury Montego del 69 turquesa y blanco. Los hombres solo llevaban abrigos y chaquetas ligeros para las frescas temperaturas en la parte superior del valle de Sacramento por la noche en esa época del año.

## Desaparición
Después de que el equipo de Davis ganara el partido, el grupo regresó contento al automóvil de Madruga y se dirigieron desde el Chico State campus al cercano Behr Market en el centro de Chico. Allí compraron un pastel y chocolatinas junto con refrescos pepsi y un cartón de leche para beber. Eran casi las 10 p. m., la hora de cierre de la tienda; el empleado más tarde les recordó porque le molestó que un grupo tan grande hubiera entrado y retrasado su trabajo de cierre.
Ninguno de ellos fue vuelto a ser visto vivo después. En sus casas, algunos de los padres se dieron cuenta de madrugada que aun no habían vuelto y telefonearon alertando a los otros. Por la mañana temprano, notificaron la desaparición a la policía.

## Investigación
La policía en los condados de Butte y Yuba empezaron de inmediato a buscar a lo largo de la ruta tomada por el grupo hacia Chico. No encontraron ninguna señal de ellos, pero unos días más tarde un guardabosques del Plumas National Forest dijo a los detectives que había visto el Montego aparcado en la carretera de Oroville a Quincy en el bosque el 25 de febrero. En ese momento no lo había considerado significativo, porque muchos residentes a menudo conducían hasta la Sierra Nevada los fines de semana de invierno para practicar esquí de fondo en la amplia red de senderos de la zona, pero tras leer el boletín de personas desaparecidas reconoció el automóvil y lo reportó a los investigadores el 28 de febrero.

### Descubrimiento del coche
Dentro del coche había evidencia de que los jóvenes habían estado allí y luego habían abandonado el vehículo. Los envoltorios, latas y brick del refrigerio comprado en Chico se encontraban vacíos, excepto una chocolatina que nadie se había comido, junto con folletos con el programa del partido de baloncesto al que habían asistido y un mapa de carreteras de California pulcramente plegado en la guantera. Pero el descubrimiento del coche suscitaba más preguntas que respuestas.
El primero era su ubicación, 70 millas (110 kilómetros) al este de Chico, muy lejos de cualquier ruta directa a Yuba City o Marysville. Ninguna de las familias comprendía porqué habían conducido hasta allí en una noche de invierno hasta un bosque remoto de alta montaña, sin ropa extra y teniendo que ir a un partido de baloncesto al día siguiente del que llevaban hablando con entusiasmo entre ellos desde hacía semanas. Probablemente por su condición, no gustaban de alejarse de sus familias y entorno cotidiano. Los padres de Madruga dijeron que no le gustaba el frío y nunca había ido a las montañas. El padre de Sterling indicó que una vez había ido con su hijo hasta un área cercana a donde el coche fue encontrado para un fin de semana de pesca, pero el joven no había disfrutado y prefirió quedarse en casa las siguientes veces que su padre volvió por allí.
La policía tampoco se explicaba por qué habían abandonado el coche. Habían subido hasta los 4.400 pies (1.300 metros) a lo largo de una carretera ascendente, aproximadamente hasta donde alcanzó la línea de nieve aquel año, poco antes de que la carretera fuera cerrada para el invierno. El coche se había atascado en algunos montones de nieve, y había evidencia de que las ruedas habían sido giradas intentando salir de ellos. Pero la policía notó que la nieve no era tan profunda como para que cinco hombres jóvenes sanos no hubieran sido capaces de empujarlo fuera.
Las llaves no estaban, creyéndose en principio que el coche había sido abandonado porque presentaba algún problema, con la intención de regresar más tarde con ayuda. Pero cuando la policía puenteó el coche, se encendió de inmediato. El vehículo no presentaba el menor fallo mecánico y el depósito de gasolina estaba lo suficientemente lleno como para haber llegado a casa.
Los interrogantes continuaron después de la policía remolcar el vehículo hasta el taller para un examen más minucioso. El chasis del Montego no mostraba la menor abolladura, rasguños o salpicaduras de barro, ni siquiera en el guardabarros, a pesar de haber sido conducido larga distancia por una pista forestal llena de baches y roderas (solo fue asfaltada unas décadas después). El conductor había sido muy prudente, o conocía la carretera, una familiaridad que Madruga no tenía. Su familia también dijo que no habría dejado que alguien más lo condujera, su coche era su alegría y orgullo. Pero las puertas no tenían el seguro puesto y una de las ventanillas estaba bajada cuando fue encontrado, y también dijeron que él nunca dejaba su auto sin cerrar.
Los esfuerzos de búsqueda en las proximidades se vieron dificultados por un severa tormenta de nieve que cayó ese día. Dos días más tarde, los buscadores en snowcat casi se perdieron, así que la búsqueda fue suspendida debido al tiempo. Ningún rastro de los jóvenes fue encontrado aparte del coche.
En respuesta a la cobertura de los medios de comunicación locales del caso, la policía recibió informes, habituales en casos así, de que algunos o todo el grupo habían sido vistos después de dejar Chico, informes de avistamientos en otros lugares de California o del país. La mayoría fueron fácilmente rechazados, pero dos destacaron.
Joseph Schons de Sacramento dijo a la policía que sin saberlo se había pasado la noche del 24 al 25 de febrero cerca de donde el Montego fue encontrado. Había conducido hasta allí, donde tenía una cabaña, para comprobar la capa de nieve antes de un viaje de esquí de fin de semana con su familia. A las 5:30 p. m., a unos 150 pies (46 metros) de la carretera, él también se había quedado atascado en la nieve. Intentando liberar su coche, el hombre de 55 años se dio cuenta de que empezaba a sufrir los síntomas de un ataque al corazón y entró dentro, manteniendo el motor en marcha para tener calor.
Seis horas más tarde, acostado en el auto y experimentando fuerte dolor, dijo a la policía, vio luces detrás de él. Mirando afuera, vio un coche aparcado más atrás a lo lejos, con un grupo de personas alrededor, una de las cuales parecía una mujer sosteniendo un bebé. Los llamó pidiendo ayuda, pero entonces dejaron de hablar y apagaron los faros. Más tarde, vio otra vez luces detrás de él, ahora linternas, que también se apagaron cuando él llamó.
Después de aquello, Schons dijo al principio, recordar una camioneta pickup que aparcó unos 20 pies (6,1 metros) detrás de él brevemente, y luego continuó por el camino. Más tarde, aclaró a la policía que no estaba seguro de esto, pues para entonces casi deliraba del dolor. Después de que el coche de Schons se quedó sin gasolina al amanecer, su dolor disminuyó lo suficiente para poder andar 8 millas (13 kilómetros) camino abajo hasta un albergue, donde el gerente le llevó de regreso a casa, pasando ante el abandonado Montego en el punto donde recordaba haber oído voces y visto las figuras. Los doctores más tarde confirmaron que había sufrido un ataque al corazón leve.
La madre de Weiher dijo que ignorar las llamadas de ayuda no era propio de su hijo, si de hecho estuviera allí presente. Recordó cómo él y Sterling habían ayudado a alguien a llegar al hospital después de sufrir una sobredosis de valium. Uno de los chicos llevaba el pelo más bien largo, lo que pudo provocar la confusión con una figura femenina en el testigo.
El otro informe notable era de una mujer que trabajaba en una tienda en el pequeño villorrio de Brownsville, 30 millas (48 kilómetros) del sitio donde el coche había sido abandonado, al cual podrían haber llegado de seguir la carretera desde donde dejaron el coche. El 3 de marzo, la mujer, que había visto los carteles de búsqueda distribuidos por la región con las fotos, y con una recompensa por información de los hombres de $1.215 ($4.700 dólares actuales) de parte de las familias, dijo que cuatro de ellos habían parado en la tienda en una camioneta pickup roja, dos días después de la desaparición. El dueño de la tienda corroboró su historia.
La mujer dijo que identificó a los jóvenes inmediatamente como de fuera del área debido a sus "ojos grandes y expresiones faciales". Dos de los hombres, que ella identificó como Huett y Sterling, estuvieron en la cabina de teléfono exterior mientras los otros dos entraron al interior. La policía consideró que era "un testigo creíble" y tomaron la historia seriamente.
El detalle adicional provino del dueño de la tienda. Dijo a los detectives que los hombres que creía eran Weiher y Huett entraron y compraron burritos, leche chocolateada y refrescos. El hermano de Weiher dijo a Los Ángeles Times que mientras que conducir a Brownsville en un coche diferente en aparente ignorancia del importante partido de baloncesto parecía completamente fuera de lugar, la descripción del dueño del comportamiento de los dos parecía compatible con ellos, porque Weiher comería "cualquier cosa que pudiera conseguir" y a menudo iba acompañado de Huett más que de cualquiera de los otros cuatro. Sin embargo, el hermano de Huett dijo que Jack odiaba los teléfonos al punto que era él quien atendía las llamadas a su hermano de su grupo de amigos.
Muchos creen que la dependienta y el tendero mintieron y solo buscaban la recompensa. La descripción dada por ella probablemente era un eufemismo para referirse a los rasgos faciales típicos de alguien con síndrome de Down, que ella entendería como una persona con discapacidad intelectual estándar, pero que no era el caso aquí.

## Descubrimiento de los cuerpos
Con ninguna conclusión clara sobre lo sucedido la noche de la desaparición, la policía y las familias no descartaban la posibilidad de que los jóvenes hubieran sido víctimas de algún asalto. El descubrimiento eventual de cuatro de los cuerpos de los cinco hombres pareció sugerir lo contrario, pero levantó aún más interrogantes sobre lo que había pasado, y si al menos uno de ellos podría haber sido rescatado.
El 4 de junio, con la mayor parte de la nieve fundida, un grupo de motociclistas dio un paseo dominical por la zona y llegaron a la caravana en el campamento del Servicio Forestal aproximadamente a 19,4 millas (31,2 kilómetros) al este de donde el Montego había sido encontrado. Una ventana había sido rota. Salían insectos, y cuando abrieron la puerta los golpeó el hedor de un cuerpo en descomposición bajo varias mantas. Más tarde fue identificado como Weiher.
Los buscadores regresaron a Plumas, siguiendo la carretera entre la caravana y el sitio del Montego. Al día siguiente encontraron los restos más tarde identificados como Madruga y Sterling, en lados opuestos de la carretera 11,4 millas (18,3 kilómetros) del coche. El primer cuerpo había sido parcialmente consumido por animales salvajes pero en la muñeca aun tenía su reloj de pulsera y en un bolsillo del pantalón las llaves del coche; del segundo solo quedaban algunos huesos, esparcidos sobre un área de 15 metros. Las autopsias indicaron que ambos habían fallecido de hipotermia; se especuló que uno habría sucumbido al deseo de dormir propio de esta agonía, y el otro rechazó abandonarle quedándose a su lado, teniendo el mismo destino.
Dos días más tarde, como parte de otra de las partidas de búsqueda, el padre de Jack Huett encontró la columna vertebral de su hijo bajo un arbusto a 2 millas (3,2 kilómetros ) al noreste de la caravana. Sus zapatos y pantalones vaqueros cerca ayudaron a identificar el cuerpo. Al día siguiente un sheriff encontró la calavera, 300 pies (91 metros) más allá, confirmando luego los registros dentales que era Huett. Su muerte también fue atribuida a hipotermia.
En una área al noroeste de la caravana, los buscadores encontraron tres mantas y una linterna oxidada en la carretera. No se pudo determinar cuánto tiempo llevaban allí. Dado que Gary Mathias presumiblemente no había tomado su medicación, se distribuyeron fotografías suyas a instituciones mentales por todo California; sin embargo, ningún rastro de él ha sido encontrado.

### Evidencia en la caravana
El cuerpo de Weiher estaba en la cama envuelto en ocho mantas, incluyendo la cabeza. La autopsia mostró que había muerto por una combinación de inanición e hipotermia. Había perdido casi la mitad de sus 200 libras (91 kilos); el tamaño de su barba sugería que había vivido hasta unas 13 semanas después de su último afeitado. Sus pies estaban totalmente congelados, casi gangrenosos.
En una mesa junto a la cama estaban algunos efectos personales: su cartera (con dinero en efectivo), un anillo de níquel con "Ted" grabado, y su collar de oro. También en la mesa había un reloj de oro, sin su cristal, que la familia dijo que no era de Weiher, y una vela parcialmente consumida. Llevaba una camisa de terciopelo y pantalones ligeros, pero faltaban sus zapatos.
Lo más desconcertante para los detectives era cómo Weiher había acabado así. Ningún fuego había sido encendido en la chimenea de la caravana, a pesar del amplio suministro de cerillas, juegos de naipes y novelas de bolsillo en las estanterías. La gruesa ropa de silvicultura que podría haber mantenido a los hombres calientes también estaba en donde había sido almacenada. Una docena de latas de raciones C almacenadas en uno de los cobertizos anexos habían sido abiertas, y su contenido consumido, pero un casillero en el mismo cobertizo contenía un surtido incluso más grande de comida deshidratada, suficiente para alimentar a los cinco hombres durante un año de ser necesario, y ni siquiera había sido abierto. De modo parecido, otro cobertizo cercano contaba con un tanque de propano y una válvula que, si hubiera sido abierta, habría alimentado el sistema de calefacción de la caravana. Este comportamiento, aun así, era compatible con lo que los familiares de Weiher describieron como carencia de sentido común producto de su incapacidad mental; a menudo se preguntaba por qué tenía que detenerse ante una señal de alto, y una noche tuvieron que sacarlo a rastras de su cama cuando el techo de su dormitorio empezó a arder durante un incendio en casa, preocupado por perder su trabajo al día siguiente si dejaba su cama; había trabajado como hombre de la limpieza en un restaurante hasta que su familia prefirió que lo dejara, considerando su discapacidad.
También parecía que Weiher no había estado solo en la caravana, y que Mathias y posiblemente Huett habían estado con él. Las zapatillas de tenis de Mathias estaban en el remolque, y las raciones C habían sido abiertas con un abrelatas P-38, el cual Mathias habría aprendido a usar durante su servicio en el Ejército. Mathias, con sus pies también hinchados por la congelación seguramente, podría haber decidido ponerse los zapatos más grandes de Weiher si se hubiera aventurado a salir. Las mantas envolviendo a Weiher también sugerían que otros lo habían acomodado así, ya que sus pies gangrenados le dolerían demasiado como para hacer los necesarios movimientos para ello.
Incluso sabiendo que cuatro de los cinco habían muerto en la sierra, los detectives todavía no podían explicar completamente qué había llevado a aquellas muertes. Todavía no habían encontrado ninguna explicación a por qué los hombres estaban allí, aunque se enteraron de que Mathias tenía amigos en el pueblo de Forbestown, y la policía creyó posible que, en un intento de visitarles en el camino de regreso a casa, los hombres pudieron haber tomado un giro equivocado cerca de Oroville que los dirigió directos a la pista forestal. Incomprensiblemente, los hombres habían dejado el Montego, y en vez de volver atrás (dónde habían pasado el albergue al que Schons fue más tarde), continuaron a pie por la carretera en la dirección contraria, adentrándose más en la región agreste y deshabitada. Un movimiento intencionado como ese no es compatible con los patrones circulares que dibujan los que realmente se creen perdidos.
El día anterior a la desaparición, un quitanieves del Servicio Forestal había ido por la carretera en aquella dirección para quitar la nieve del techo de la caravana y que así no colapsara. La policía considera que el grupo probablemente siguiera su huella de paredes nevosas apartadas a los lados, en la creencia de que un refugio no estaría demasiado lejos. Madruga y Sterling probablemente murieron de hipotermia a mitad de camino hacia la caravana.
Una vez encontrada la caravana, uno de los tres rompió la ventana para entrar. Al verla cerrada con llave, pueden haberla creído propiedad privada, y temer un arresto por robo si utilizaban cualquier cosa que encontraran allí. Después de que Weiher falleciera, o antes para buscar ayuda para él, quizás Mathias y Huett decidieron intentar regresar a la civilización por rutas diferentes, a pie.

## En la cultura popular
La historia de los Cinco del Condado de Yuba, fue el tema de un episodio de 2022 de Autobiography: Cold Cases de Motor Trend y Discovery Channel, el caso también fue mencionado en el podcast popular en México Leyendas Legendarias en el episodio 291 titulado: Buscando a los 5 de Yuba: Extrañas circunstancias y en un episodio de 2024 de Files of the Unexplained de Netflix.[cita requerida]